# Valady
Valady é uma comuna francesa na região administrativa de Occitânia, no departamento de Aveyron. Estende-se por uma área de 15,51 km². Em 2010 a comuna tinha 1 602 habitantes (densidade: 103,3 hab./km²).